# Lottomatica Elecom Sport Roma (handibasket)
Lottomatica Elecom Sport était un club italien de basket-ball en fauteuil roulant localisé à Rome, créé en 2000 et dissout en 2012. Il compte durant cette période de nombreuses participations à la COupe d'Europe des clubs champions (EuroCup 1), dont il prit la troisième place en 2012.

## Palmarès
International
- Coupe des Clubs Champions (Eurocup 1) :
  - 2009 : 4e place[2]
  - 2010 : 4e place[3]
  - 2011 : 5e place[4]
  - 2012 :  3e place[5]

National
- Vice-champion d'Italie : 2009
- Coupe d'Italie : 2011
- Supercoupe d'Italie : 2010

## Joueurs célèbres ou marquants
- Audrey Cayol